# Муси-пуси
«Муси-пуси» — сингл 2003 года из альбома «Джага-джага» российской певицы Кати Лель, выпущенный на лейбле Монолит Рекордс. Автор музыки Максим Фадеев, автор слов — Ирина Секачёва. Песня дебютировала на первой строчке сводного радиочарта СНГ и оставалась там в течение двенадцати недель подряд. Лауреат фестиваля «Песни года-2004», премий «Бомба года» и «Стопудовый хит».
Клип был снял оператором Михаилом Осадчим и режиссирован Фадеевым.

## Чарты

### Еженедельные чарты
| Чарт (2003—2004) | Высшая позиция |
| ---------------- | -------------- |
| Россия (TopHit)  | 2              |
| СНГ (TopHit)     | 1              |
| Украина (TopHit) | 1              |

### Ежемесячные чарты
| Чарт (2003—2004) | Высшая позиция |
| ---------------- | -------------- |
| Россия (TopHit)  | 2              |
| СНГ (TopHit)     | 1              |
| Украина (TopHit) | 1              |

### Годовые чарты
| Чарт (2003)      | Позиция |
| ---------------- | ------- |
| Россия (TopHit)  | 7       |
| СНГ (TopHit)     | 1       |
| Украина (TopHit) | 2       |
| Чарт (2004)      | Позиция |
| Россия (TopHit)  | 36      |
| СНГ (TopHit)     | 15      |
| Украина (TopHit) | 15      |

### Декадные чарты
| Чарт (2000—2009) | Позиция |
| ---------------- | ------- |
| Украина (TopHit) | 60      |